# Olaitan Ibrahim
Pour les articles homonymes, voir Ibrahim (homonymie).
Olaitan Ibrahim, née le 14 février 1986, est une haltérophile handisport nigériane concourant en -67 kg. Elle est médaillée de bronze en 2020.

## Carrière
Elle est vicitme de la poliomyélite durant son enfance.
Lors des Jeux paralympiques d'été de 2020, elle remporte la médaille de bronze en soulevant une barre à 119 kg. En 2019, elle avait remporté l'argent aux Mondiaux à Noursoultan.